# Emmy do Primetime de melhor locução
E uma premiação feita pelos organizadores do prêmio Emmy Awards a para a Melhor Dublagem de desenho animado/série do ano.

## Vencedores (1992–2008)
| Ano  | Vencedor                             | Personagem                                                                                           | Série                                                                           | Estação emissora                     | Ref.                                 |
| ---- | ------------------------------------ | --- | ------------------------------------------------------------------------------- | ------------------------------------ | ------------------------------------ |
| 1992 | Nancy Cartwright                     | Bart Simpson                                                                                         | The Simpsons: "Separate Vocations                                               | Fox                                  | [ 2 ]                                |
| 1992 | Dan Castellaneta                     | Homer Simpson                                                                                        | The Simpsons: "Lisa's Pony"                                                     | Fox                                  | [ 2 ]                                |
| 1992 | Julie Kavner                         | Marge Simpson                                                                                        | The Simpsons: "I Married Marge"                                                 | Fox                                  | [ 2 ]                                |
| 1992 | Jackie Mason                         | Rabbi Krustofski                                                                                     | The Simpsons: "Like Father, Like Clown"                                         | Fox                                  | [ 2 ]                                |
| 1992 | Yeardley Smith                       | Lisa Simpson                                                                                         | The Simpsons: "Lisa the Greek"                                                  | Fox                                  | [ 2 ]                                |
| 1992 | Marcia Wallace                       | Edna Krabappel                                                                                       | The Simpsons: "Bart the Lover"                                                  | Fox                                  | [ 2 ]                                |
| 1993 | Dan Castellaneta                     | Homer Simpson, Abraham Simpson e outras personagens                                                  | The Simpsons: "Mr. Plow"                                                        | Fox                                  | [ 3 ]                                |
| 1994 | Christopher Plummer                  | Narrador                                                                                             | Madeline (desenho animado)                                                      | Family                               | [ 4 ]                                |
| 1995 | Jonathan Katz                        | Dr. Katz                                                                                             | Dr. Katz                                                                        | Comedy Central                       | [ 5 ]                                |
| 1996 | nenhum Emmy entregue nesta categoria | nenhum Emmy entregue nesta categoria                                                                 | nenhum Emmy entregue nesta categoria                                            | nenhum Emmy entregue nesta categoria | nenhum Emmy entregue nesta categoria |
| 1997 | Jeremy Irons                         | Siegfried Sassoon                                                                                    | The Great War and the Shaping of the 20th Century: War Without End              | PBS                                  | [ 6 ]                                |
| 1997 | Rik Mayall                           | Mr. Toad                                                                                             | The Willows in Winter                                                           | Family                               | [ 6 ]                                |
| 1998 | Hank Azaria                          | Apu Nahasapeemapetilon                                                                               | The Simpsons                                                                    | Fox                                  | [ 7 ]                                |
| 1999 | Ja'net Dubois                        | Mrs. Florence Avery                                                                                  | The PJs                                                                         | Fox                                  | [ 8 ]                                |
| 2000 | Seth MacFarlane                      | Stewie Griffin                                                                                       | Family Guy                                                                      | Fox                                  | [ 9 ]                                |
| 2000 | Julie Harris                         | Susan B. Anthony                                                                                     | Not for Ourselves Alone: The Story of Elizabeth Cady Stanton & Susan B. Anthony | PBS                                  | [ 9 ]                                |
| 2001 | Hank Azaria                          | Comic Book Guy, Apu, Carl Carlson, Lou, Chief Wiggum e Moe Szyslak                                   | The Simpsons: "Worst Episode Ever"                                              | Fox                                  | [ 10 ]                               |
| 2001 | Ja'net Dubois                        | Mrs. Florence Avery                                                                                  | The PJs: "Let's Get Ready To Rumba"                                             | The WB                               | [ 10 ]                               |
| 2002 | Peter Macon                          | Narrador                                                                                             | Animated Tales of the World: John Henry, The Steel Driving Man                  | HBO                                  | [ 11 ]                               |
| 2002 | Pamela Adlon                         | Bobby Hill, Clark Peters e Chane Wassanasong                                                         | King of the Hill: "Bobby Goes Nuts"                                             | Fox                                  | [ 11 ]                               |
| 2003 | Hank Azaria                          | Moe Szyslak, Carl Carlson, Chief Wiggum, Apu, Johnny Tightlips, Bumblebee Man e Cletus               | The Simpsons: "Moe Baby Blues"                                                  | Fox                                  | [ 12 ]                               |
| 2004 | Dan Castellaneta                     | Krusty the Clown, Homer Simpson, Abraham Simpson, Groundskeeper Willie, Sideshow Mel, Barney e Itchy | The Simpsons: "Today I Am A Clown"                                              | Fox                                  | [ 13 ]                               |
| 2005 | Keith David                          | Narrador                                                                                             | Unforgivable Blackness: The Rise and Fall of Jack Johnson                       | PBS                                  | [ 14 ]                               |
| 2006 | Kelsey Grammer                       | Sideshow Bob                                                                                         | The Simpsons: "The Italian Bob"                                                 | Fox                                  | [ 15 ]                               |
| 2007 | nenhum Emmy entregue nesta categoria | nenhum Emmy entregue nesta categoria                                                                 | nenhum Emmy entregue nesta categoria                                            | nenhum Emmy entregue nesta categoria | nenhum Emmy entregue nesta categoria |
| 2008 | Keith David                          | Narrador                                                                                             | The War: A Necessary War                                                        | PBS                                  | [ 16 ]                               |

## Nomeados e vencedores (2009–2013)
| Ano  | Resultado | Nomeados            | Personagens                                                                                          | Série                                             | Episódio                                          | Estação emissora | Ref.   |
| ---- | --------- | ------------------- | --- | ------------------------------------------------- | ------------------------------------------------- | ---------------- | ------ |
| 2009 | Ven.      | Dan Castellaneta    | Homer Simpson                                                                                        | The Simpsons                                      | "Father Knows Worst"                              | Fox Network      | [ 17 ] |
| 2009 | Nomeado   | Ron Rifkin          | Narrador                                                                                             | American Masters                                  | "Jerome Robbins: Something To Dance About"        | PBS              | [ 18 ] |
| 2009 | Nomeado   | Seth MacFarlane     | Peter Griffin                                                                                        | Family Guy                                        | "I Dream of Jesus"                                | Fox Network      | [ 18 ] |
| 2009 | Nomeado   | Seth Green          | Vários                                                                                               | Robot Chicken                                     | "Robot Chicken: Star Wars Episode II"             | Cartoon Network  | [ 18 ] |
| 2009 | Nomeado   | Hank Azaria         | Moe Szyslak                                                                                          | The Simpsons                                      | "Eeny Teeny Maya Moe"                             | Fox Network      | [ 18 ] |
| 2009 | Nomeado   | Harry Shearer       | Mr. Burns, Waylon Smithers, Kent Brockman e Lenny                                                    | The Simpsons                                      | "The Burns and the Bees"                          | Fox Network      | [ 18 ] |
| 2010 | Ven.      | Anne Hathaway       | Princess Penelope                                                                                    | The Simpsons                                      | "Once Upon a Time in Springfield"                 | Fox Network      | [ 19 ] |
| 2010 | Nomeado   | H. Jon Benjamin     | Sterling Archer                                                                                      | Archer                                            | "Mole Hunt"                                       | FX               | [ 20 ] |
| 2010 | Nomeado   | Dave Foley          | Wayne                                                                                                | Disney Prep & Landing                             | Disney Prep & Landing                             | ABC              | [ 20 ] |
| 2010 | Nomeado   | Seth Green          | Cobra Commander, Narrador e Robot Chicken Nerd                                                       | Robot Chicken                                     | "Cannot Be Erased, So Sorry"                      | Cartoon Network  | [ 20 ] |
| 2010 | Nomeado   | Hank Azaria         | Apu e Moe Szyslak                                                                                    | The Simpsons                                      | "Moe Letter Blues"                                | Fox Network      | [ 20 ] |
| 2010 | Nomeado   | Dan Castellaneta    | Abraham Simpson e Homer Simpson                                                                      | The Simpsons                                      | "Thursdays with Abie"                             | Fox Network      | [ 20 ] |
| 2011 | Ven.      | Maurice LaMarche    | Lrrr, Orson Welles                                                                                   | Futurama                                          | "Lrrreconcilable Ndndifferences"                  | Comedy Central   | [ 21 ] |
| 2011 | Nomeado   | Bob Bergen          | Porky Pig                                                                                            | The Looney Tunes Show                             | "Jailbird And Jailbunny"                          | Cartoon Network  | [ 22 ] |
| 2011 | Nomeado   | Dan Castellaneta    | Homer Simpson, Krusty the Clown, Barney Gumble, Louie                                                | The Simpsons                                      | "Donnie Fatso"                                    | Fox Network      | [ 22 ] |
| 2011 | Nomeado   | Seth Green          | Batman, Cobra Commander, Judge, Light Cycle Driver, Newscaster, Robot Chicken Nerd, Teenager, Venger | Robot Chicken                                     | "Catch Me If You Kangaroo Jack"                   | Cartoon Network  | [ 22 ] |
| 2011 | Nomeado   | Christopher Plummer | Narrador                                                                                             | Moguls and Movie Stars                            | "The Birth of Hollywood"                          | TCM              | [ 22 ] |
| 2011 | Nomeado   | Brenda Strong       | Mary-Alice Young                                                                                     | Desperate Housewives                              | "Come on Over for Dinner"                         | ABC              | [ 22 ] |
| 2012 | Ven.      | Maurice LaMarche    | Clamps, Donbot, Hyperchicken, Calculon, Hedonismbot, Morbo                                           | Futurama                                          | "The Silence of the Clamps"                       | Comedy Central   |        |
| 2012 | Nomeado   | Hank Azaria         | Moe Szyslak, Duffman, Mexican Duffman, Lenny and Carl, Comic Book Guy, Chief Wiggum                  | The Simpsons                                      | "Moe Goes from Rags to Riches"                    | Fox Network      | [ 23 ] |
| 2012 | Nomeado   | Dan Povenmire       | Dr. Heinz Doofenshmirtz                                                                              | Disney Phineas And Ferb: Across The 2nd Dimension | Disney Phineas And Ferb: Across The 2nd Dimension | Disney Channel   | [ 23 ] |
| 2012 | Nomeado   | Rob Riggle          | Noel                                                                                                 | Disney Prep & Landing: Naughty Vs. Nice           | Disney Prep & Landing: Naughty Vs. Nice           | ABC              | [ 23 ] |
| 2012 | Nomeado   | Brenda Strong       | Mary-Alice Young                                                                                     | Desperate Housewives                              | "Give Me the Blame" e "Finishing the Hat"         | ABC              | [ 23 ] |
| 2012 | Nomeado   | Kristen Wiig        | Lola                                                                                                 | The Looney Tunes Show                             | "Double Date"                                     | Cartoon Network  | [ 23 ] |
| 2013 | Ven.      | Lily Tomlin         | Narradora                                                                                            | An Apology to Elephants                           | An Apology to Elephants                           | HBO              | [ 24 ] |
| 2013 | Nomeado   | Seth MacFarlane     | Brian Griffin, Stewie Griffin, Peter Griffin                                                         | Family Guy                                        | "Brian's Play"                                    | Fox Network      | [ 24 ] |
| 2013 | Nomeado   | Alex Borstein       | Lois Griffin e Tricia Takanawa                                                                       | Family Guy                                        | "Lois Comes Out Of Her Shell"                     | Fox Network      | [ 24 ] |
| 2013 | Nomeado   | Seth Green          | Abin Sur, Aquaman, Batman, Arqueiro Verde, Caçador de Marte, Nerd e Robin                            | Robot Chicken                                     | "Robot Chicken DC Comics Special"                 | Cartoon Network  | [ 24 ] |
| 2013 | Nomeado   | Sam Elliott         | Narrador                                                                                             | Robot Chicken                                     | "Hurtled From A Helicopter Into A Speeding Train" | Cartoon Network  | [ 24 ] |
| 2013 | Nomeado   | Bob Bergen          | Porky Pig                                                                                            | The Looney Tunes Show                             | "We’re In Big Truffle"                            | Cartoon Network  | [ 24 ] |